# Delfín kamerunský
Delfín kamerunský (Sousa teuszii) je druh delfína z rodu Sousa (tzv. hrbatých delfínů). Vyskytuje se v roztříštěných populacích v pobřežních vodách tropické a subtropické západní Afriky. Jedná se o kriticky ohrožený druh, jehož zbytková populace je silně ohrožena nechtěnými odlovy místních rybářů.

## Systematika
Delfína kamerunského formálně popsal v roce 1892 německý přírodovědec Willy Georg Kükenthal. Druhové jméno teuszii je připomínkou jiného německého přírodovědce, Eduarda Tëusza, který v Kamerunu obstaral první známý exemplář druhu.
Systematické uspořádání delfínů z rodu Sousa se mezi vědci debatuje již od 19. století. Tradičně byly rozpoznávány pouze dva druhy, a sice druh z Atlantiku, který reprezentuje delfín kamerunský, a delfín z Indo-Pacifiku, který se však po geneticko-morfologické studii z roku 2013 rozpadl hned na tři druhy. Nerozeznávají se žádné poddruhy.

## Popis
Robustní tělo dosahuje do délky 2,8 m a maximální hmotnosti 280 kg. Novorozeňata měří kolem 1 metru. Hlava je malá, nevýrazná s nízkým čelem. Zobák je štíhlý a dlouhý. Hrudní ploutve jsou krátké se zaoblenými konci. Nízká a zakulacená hřbetní ploutev je posazena na širokém hřbetním hřebenu, který je mohutný a typický pro zástupce rodu Sousa, kterým se proto v angličtině říká humpback dolphins, čili hrbatí delfíni. Ocasní ploutev má středně hluboký výřez a poměrně dlouhá ocasní křídla. Barva kůže bývá různá. Typicky je po stranách těla a na hřbetě břidlicově šedá, na spodině světle šedá až bílá. Počet zubů je 54–64 v horní čelisti; spodní čelist ukrývá 52–62 zubů.

## Výskyt

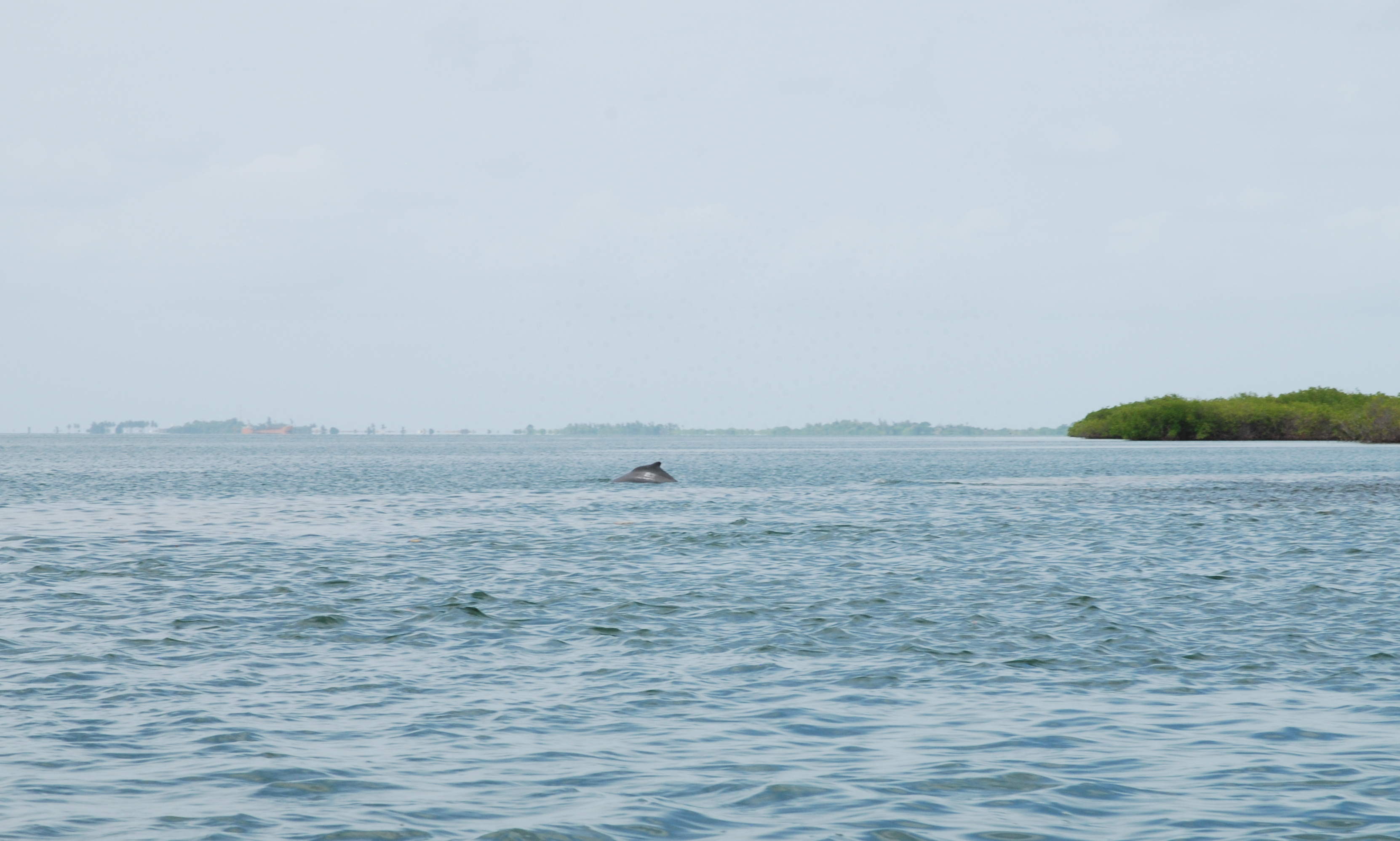
Hřbet delfína kamerunského (Senegal)

Vyskytuje se v pobřežních vodách subtropické a tropické západní Afriky od Západní Sahary na jih po jižní Angolu. Populace jsou značně roztříštěné a nezřídka jsou od sebe dalece odděleny. Delfíni kamerunští obývají hlavně mělké pobřežní oblasti, mangrovy, estuáry s hloubkou moře mezi 3–20 metry. Nejčastěji se zdržují do 100 m od pobřeží, mohou však se však objevovat i dále do několikakilometrové vzdálenosti. Občas zaplouvají i do řek, většinou však nedoplvaoují daleko do vnitrozemí.

## Biologie a chování
O biologii a chování je známo jen málo informací. Chová se nenápadně a většinou jen potichu proplouvá kolem. Nad hladinu příliš nevyskakuje. Občas se pohybuje ve smíšených stádech s delfínem skákavým. Ve vlnách za loděmi neplave. Reakce na lodě mívá smíšené; může se k nim přiblížit i na několik metrů hlavně tehdy, pokud mají vypnutý motor, avšak v jiných případech může rychle odplout pryč. Žije v menších stádech o 2–10 jedincích, byla však viděna i mnohem početnější stáda o 30–40 jedincích.
Živí se hlavně menšími druhy ryb, které nahání sám nebo ve skupinách. Z požíraných ryb lze zmínit cípalovité (Mugilidae), smuhovité (Sciaenidae), čabraku Chaetodipterus lippei, pelamidu obecnou (Sarda sarda), sardinky nebo cejnovku atlantskou (Lethrinus atlanticus). Typicky se potápí na 40–60 vteřin.

## Ohrožení
Mezinárodní svaz ochrany přírody (IUCN) ve své zprávě o vyhodnocení populace z roku 2017 druh hodnotil jako kriticky ohrožený. Delfín kamerunský má totiž velmi specifické stanovištní nároky, které zahrnují hlavně mělké pobřežní oblasti, jež čelí silnému tlaku lidských aktivit, které delfíny přímo ohrožují. Největší ohrožení delfínů představuje zamotání do tenatových sítí. Občas jsou delfíni chytáni i cíleně; maso delfínů je prodáváno na místních trzích jako návnada na žraloky. Delfíny ohrožuje i rapidní výstavba v pobřežních oblastech, která s sebou přináší znečištění i nadměrný hluk, jenž delfíny vytlačuje do méně optimálních stanovišť. Odhady globální početnosti nejsou k dispozici, avšak z dostupných dat o lokálních populacích se zdá, že početnost delfína kamerunského je nižší než 3000 jedinců a méně než 1500 dospělců.
Snahy místních ochranářů se od roku 2020 zintenzivňují a zahrnují hlavně vzdělávání a šíření povědomí o potřebě ochrany delfínů za místní, regionální, státní i nadnárodní úrovni.